# Рідна Хата

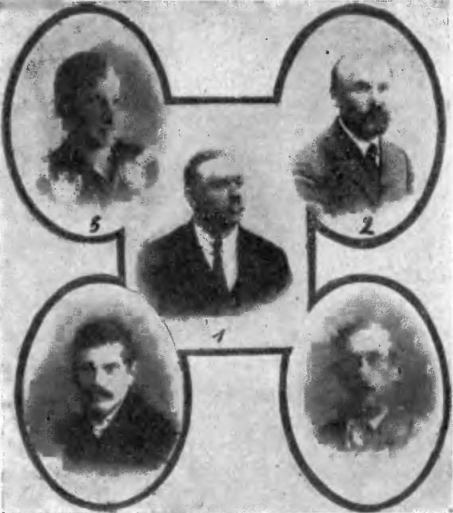
Лідери Рідної Хати близько 1924 року: Антін Васиньчук (голова, № 1), Семен Любарський (заступник голови, № 2), Марія Федонь (член товариства, № 5), Кость Сошинський (секретар, ліворуч внизу) та Іван Новосад (скарбник, праворуч внизу)

«Рідна Хата» — історичне просвітнє товариство на Холмщині, Підляшші (1920–1940 р.р.) та Берестейщині (до 1930 р.).

## Історія
Товариство було засноване 1920 у Холмі. Заборонене владою 1921 року, діяло частково законспіровано, 1922 дозволене за новим статутом як Русинське добродійне товариство «Рідна Хата». «Рідна Хата» була організована за зразком товариства «Просвіта» у Львові (яке не одержало дозволу поширити свою діяльність на північно-західні землі).
Централя існувала у Холмі (власний будинок, напівпрофесійний театр, директор Д. Крих, хор, книгарня «Буг») і мала філії, при яких діяли бібліотеки, читальні, аматорські хорові й театральні гуртки, кооперативи, групи навчання української мови тощо.
Найбільше філій було у Володавському (33), Грубешівському (32), Холмському і Томашівському (по 20) повітах, в інших 2 — 6. Головні діячі товариства «Рідна Хата»: Антін і Павло Васиньчуки, Я. Войтюк, С. Любарський, С. Маківка, І. Пастернак, О. Рочняк, К. Сошинський (незмінний секретар) та ін. В кінці 1920-их років керівництво товариством захопили діячі комунізуючої сільсько-робітничої Лівиці з С. Маківкою на чолі, що дало владі привід ліквідувати 1930 «Рідну Хату».
Товариство «Рідна Хата» за 10 років існування чимало спричинилося до поширення і поглиблення української національної свідомості. Після розпаду Польщі 1939 р. «Рідна Хата» відновила діяльність, а число її філій порівняно з 1930 значно збільшилося. Влітку 1940 замість «Рідної Хати» постали Українські Освітні Товариства (УОТ).